# Brazilska košarkaška reprezentacija
Brazilska košarkaška reprezentacija predstavlja državu Brazil u FIBA-inim natjecanjima.

## Nastupi na velikim natjecanjima

### Olimpijske igre
- 1936.: 9. mjesto
- 1948.:  bronca
- 1952.: 6. mjesto
- 1956.: 6. mjesto
- 1960.:  bronca
- 1964.:  bronca
- 1968.: 4. mjesto
- 1972.: 7. mjesto
- 1980.: 5. mjesto
- 1984.: 9. mjesto
- 1988.: 5. mjesto
- 1992.: 5. mjesto
- 1996.: 6. mjesto
- 2012.: 5. mjesto

### Svjetska prvenstva
- 1950.: 4. mjesto
- 1954.:  bronca
- 1959.:  zlato
- 1963.:  zlato
- 1967.:  bronca
- 1970.:  srebro
- 1974.: 6. mjesto
- 1978.:  bronca
- 1982.: 8. mjesto
- 1986.: 4. mjesto
- 1990.: 5. mjesto
- 1994.: 11. mjesto
- 1998.: 10. mjesto
- 2002.: 8. mjesto
- 2006.: 19. mjesto
- 2010.: 9. mjesto
- 2014.: 6. mjesto

### Panameričke igre
- 1951.:  bronca
- 1955.:  bronca
- 1959.:  bronca
- 1963.:  srebro
- 1967.: 7. mjesto
- 1971.:  zlato
- 1975.:  bronca
- 1979.:  bronca
- 1983.:  srebro
- 1987.:  zlato
- 1991.: 5. mjesto
- 1995.:  bronca
- 1999.:  zlato
- 2003.:  zlato
- 2007.:  zlato
- 2011.: 5. mjesto

### Američka prvenstva
- 1980.: 4. mjesto
- 1984.:  zlato
- 1988.:  zlato
- 1989.:  bronca
- 1992.:  bronca
- 1993.: 4. mjesto
- 1995.:  bronca
- 1997.:  bronca
- 1999.: 6. mjesto
- 2001.:  srebro
- 2003.: 7. mjesto
- 2005.:  zlato
- 2007.: 4. mjesto
- 2009.:  zlato
- 2011.:  srebro
- 2013.: 9. mjesto

### Južnoamerička prvenstva
- 1930.:  bronca
- 1934.: 4. mjesto
- 1935.:  srebro
- 1937.:  bronca
- 1938.: 4. mjesto
- 1939.:  zlato
- 1940.:  bronca
- 1941.: 5. mjesto
- 1942.: 4. mjesto
- 1945.:  zlato
- 1947.:  srebro
- 1949.:  srebro
- 1953.:  srebro
- 1955.:  bronca
- 1958.:  zlato
- 1960.:  zlato
- 1961.:  zlato
- 1963.:  zlato
- 1966.:  srebro
- 1968.:  zlato
- 1969.:  srebro
- 1971.:  zlato
- 1973.:  zlato
- 1976.:  srebro
- 1977.:  zlato
- 1979.:  srebro
- 1981.:  srebro
- 1983.:  zlato
- 1985.:  zlato
- 1987.:  bronca
- 1989.:  zlato
- 1991.:  srebro
- 1993.:  zlato
- 1995.:  bronca
- 1997.: 4. mjesto
- 1999.:  zlato
- 2001.:  srebro
- 2003.:  zlato
- 2004.:  srebro
- 2006.:  zlato
- 2008.: 4. mjesto
- 2010.:  zlato
- 2012.: 4. mjesto
- 2014.:  bronca

## Trenutačna momčad
(sastav na SP 2010.)
| Ime i prezime        | Klub                 |
| -------------------- | -------------------- |
| Marcelo Machado      | Flamengo             |
| Nezinho dos Santos   | Universo de Brasília |
| Murilo Becker        | São José             |
| Raul Togni Neto      | Minas                |
| Alex Garcia          | Universo de Brasília |
| Marcelo Huertas      | Caja Laboral         |
| Leandro Barbosa      | Toronto Raptors      |
| Anderson Varejão     | Cleveland Cavaliers  |
| Guilherme Giovannoni | Universo de Brasília |
| João Paulo Batista   | Le Mans              |
| Marquinhos           | EC Pinheiros         |
| Tiago Splitter       | San Antonio Spurs    |
| Rubén Magnano        |                      |